# Lidia Postma
Lidia Postma (Hoorn, 2 april 1952) is een Nederlands schrijfster, tekenares en illustratrice.

## Loopbaan
Postma volgde een opleiding tot illustratrice aan de afdeling Vrije grafiek en Schilderen van de Amsterdamse Rietveld Academie. In 1976 ontving ze een Gouden Penseel voor haar illustraties bij Sprookjes en vertellingen (1975) van Hans Christian Andersen, een prijs die op dat moment nog werd uitgereikt aan talentvolle nieuwe tekenaars. Twee jaar later werd ze gehonoreerd met de Gouden Appel, uitgereikt op de Biennial of Illustrations Bratislavanamens een jury met leden uit dertien landen.